# 九頭竜橋
九頭竜橋（くずりゅうばし）は、福井県福井市の九頭竜川に架かる福井県道30号福井丸岡線（フェニックス通り、旧国道8号、北国街道）の橋。当地には古くから舟を鎖で繋いだ橋が架かっていたことから、通称舟橋と呼ばれる。

## 概要
- 右岸（北詰）：福井県福井市稲多元町、福井県福井市稲多浜町
- 左岸（南詰）：福井県福井市舟橋町

## 歴史
- 1578年（天正6年） - 織田信長の家臣で越前国を支配した柴田勝家が、刀狩で集めた刀や鉄砲を鋳直して鎖を作り、黒竜渡（渡船場）のあった現在の九頭竜橋付近に、48艘の舟を並べて件の鎖でつなぎ留め、その上に板を渡した舟橋を架設した。長さは『千種日記』に拠れば120間（約218m）であり、両岸に丁度良い岩があり、そこに鎖を繋いで船を固定していた。この橋は当時、越中の神通川舟橋などと並んで、「天下の三大舟橋」と称され全国に名を知られた[1]。柴田氏は四名の橋奉行を任命した。ただし、柴田勝家の治世以前に越前国を支配していた朝倉氏の時代の文献記録に、同地に既に船橋があったことが記されている。
- 柴田氏以降、越前国および北ノ庄（現・福井市）の支配者は二転三転したが、慶長4年（1599年）2月に青木一矩が20万石余りで入封した。青木は1千石取りの家臣であった四王天政実（四王天政孝の子）を橋奉行に任命した。関ケ原の合戦の結果により青木氏は改易となったため、四王天政実は浪人した。その後に越前国に入封した結城秀康は四王天を3百石で登用し、同じく船橋奉行に任じた。秀康は当初、四王天政実のこれまでの業績を知らなかったらしく、つまり単に船橋の管理に詳しいものを奉行として登用したつもりだったらしい。のちに政実が高名な武者であることを知った秀康は、どうにかしてよりよい職や高禄を与えようとした、とする話が残る。
- 江戸期の福井藩治世において、四王天氏9代が代々、藩の船橋奉行を勤めた。船橋を構成する48艘の船にはそれぞれ「いろは」順の名がつけられ、舟役を命じられた村がそれぞれを負担した。
- 江戸中期の『和漢三才図会』に拠れば、長さは140丈（約424m）、使用されている船は80艘であった。
- 1878年（明治11年） - 明治天皇の北陸巡幸にあわせ、旧来の舟橋に代わり木橋が架設される。
- 1948年（昭和23年） - 福井震災により損壊。
- 1951年（昭和26年） - 鉄筋コンクリート製の現在の九頭竜橋が竣工。

## 関連施設
- 九頭竜橋架橋記念碑